# La Terre de la folie
Pour plus de détails, voir Fiche technique et Distribution.
La Terre de la folie est un documentaire français réalisé par Luc Moullet et sorti en 2010.

## Génèse
Selon Marie-Noël Paschal, auteur d'un ouvrage sur les grandes affaires criminelles dans les Alpes de Haute-Provence, le cinéaste Luc Moullet évoque, avec une certaine dérision, l'existence d'un « pentagone de la folie » qui couvrirait une grande partie du département et qui engloberait notamment les villes de Sisteron, Manosque (proche de Valensole) et de Castellane, un secteur où les habitants seraient, plus facilement qu'ailleurs, en proie à des « pulsions meurtrières ».

## Synopsis

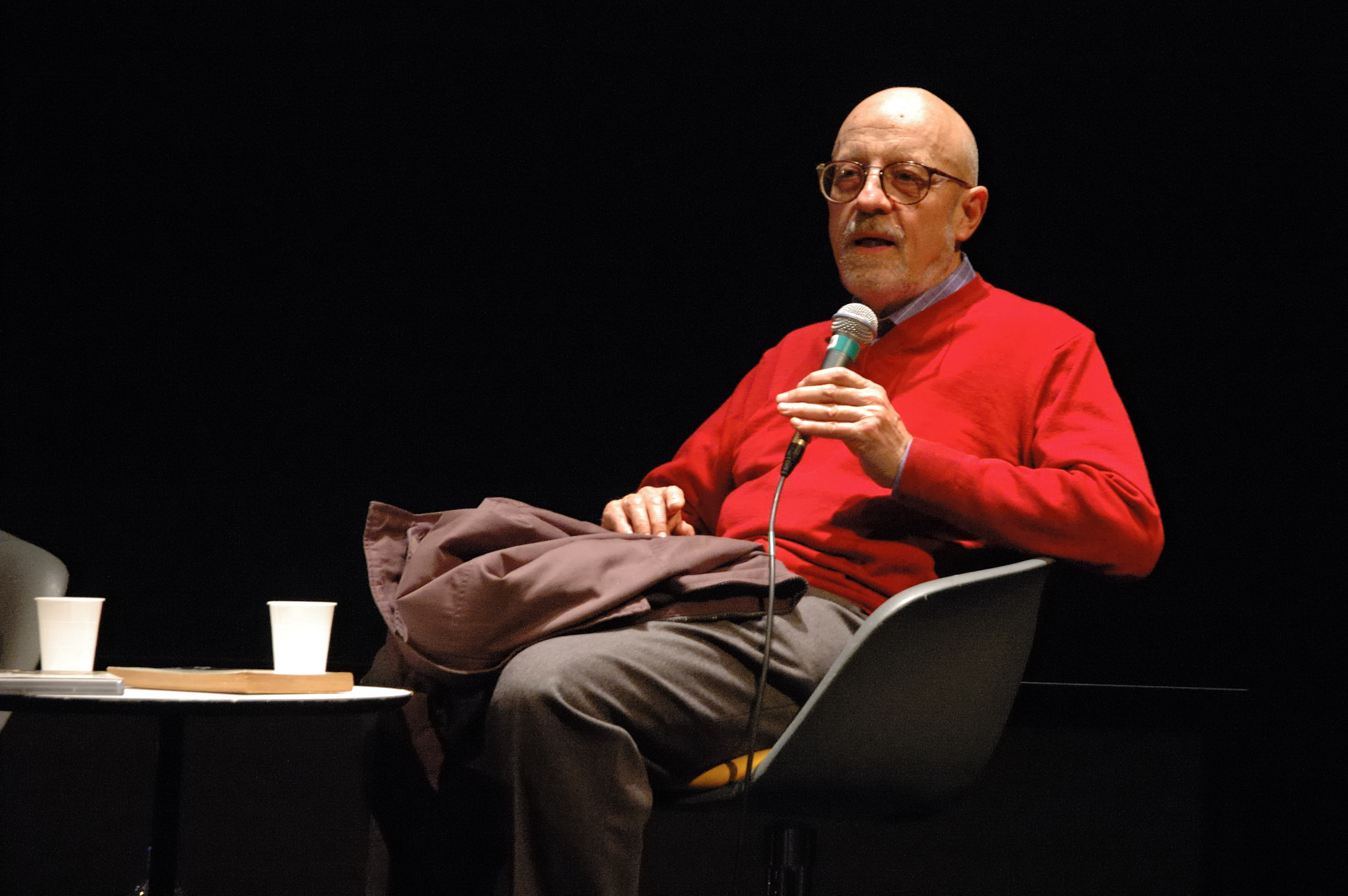
Luc Moullet à la Cinémathèque française en 2008.

Film mi-documentaire mi-essai, le réalisateur Luc Moullet expose sa thèse sur la folie dans les Alpes-de-Haute-Provence, sa terre d'origine. Les conditions naturelles de cette région, qu'il arrive à réduire à un pentagone, seraient propices au développement de la folie.
Le récit s'articule autour de l'expérience personnelle du réalisateur et de nombreux témoignages relatifs à des faits divers. Les paysages (majestueux) jouent un rôle central dans la narration du film.

## Analyse
Malgré ses allégations que le réalisateur finit par reconnaitre comme assez extravagantes à la fin de son film, les statistiques indiquent que cette région n'est pas particulièrement criminogène.

## Fiche technique
- Titre : La Terre de la folie
- Réalisation : Luc Moullet
- Scénario : Luc Moullet
- Photographie : Pierre Stoeber
- Son : Olivier Schwob
- Montage : Anthony Verpoort
- Production : Les Films d'ici
- Pays :  France
- Durée : 90 minutes
- Date de sortie : 13 janvier 2010

## Sélection
- Festival de Cannes 2009 (sélection de la Quinzaine des réalisateurs)[3]